# Associated British Foods
Associated British Foods plc es un grupo empresario multinacional británico del sector alimenticio, ingredientes y ventas al público con ventas anuales de 12.900 millones de libras esterlinas y más de 113.000 empleados en 47 países. Su sede central se encuentra en Londres, Inglaterra. Cotiza en el London Stock Exchange y forma parte del índice FTSE 100. Primark, la subsidiaria de ABF para ventas al público, una cadena de vestimenta, aporta más de un 20% de la facturación del grupo.

## Historia
La compañía fue fundada en 1935 por W. Garfield Weston, inicialmente se llamó Food Investments Limited, después de un mes el nombre se cambió por Allied Bakeries Limited. En 1960 el nombre fue cambiado nuevamente a Associated British Foods. En 1963 la compañía compró Fine Fare, una cadena británica de supermercados. Después de la muerte del fundador de la empresa en 1978, su hijo Garry asumió el control de la empresa, mientras que las operaciones en Norteamérica pasaron a ser controladas por su hijo Galen. Mientras que Garry mantuvo la preeminencia de la compañía en el mercado alimentario europeo, el crecimiento de ABF fue eclipsado por el gran resultado de George Weston Ltd. en Norteamérica.
La compañía vendió Fine Fare en 1986 y en 1991 compró British Sugar. En 1997 ABF vendió sus operaciones de venta al público en Irlanda del Norte y la República de Irlanda a Tesco. Estas empresas eran: Quinnsworth y Crazy Prices en la República de Irlanda y Stewarts Supermarkets Ltd. y Crazy Prices en Irlanda del Norte, la cadena Stewarts Winebarrel, Lifestyle Sports & Leisure Ltd (un negocio de venta de productos deportivos y de esparcimiento), Kingsway Fresh Foods (una empresa de procesamiento de carne) y Daily Wrap Produce (una planta de envasado de fruta y vegetales).
En el año 2000 la compañía vendió Burton Biscuits. Y en el año 2004 compró el negocio de especias Tone y el negocio de levaduras de Burns Philp. En 2006 compró Illovo Sugar, el mayor productor de azúcar de África, por 400 millones de libras, y en 2007 compró el negocio alimenticio indio Patak's.

## Listado de cadenas de tiendas pertenecientes

### Brands
- Argo cornstarch
- Aladino Peanut Butter
- Burgen
- Dorset Cereals
- Dromedary cake mixes
- Fleischmann's Yeast
- High5[11]
- Jordans cereals
- Karo corn syrup
- Kingsmill bread
- Mazola corn oil
- Ovaltine (excepto en los Estados Unidos, donde Nestlé posee la marca)
- Patak's
- Ryvita
- Silver Spoon
- Sunblest
- Tone's Spices
- Twinings

### Subsidiaries
- AB Sugar
- AB Agri Ltd
- AB Enzymes
- AB Mauri,  bakery ingredients
- Abitec Corporation
- Abitec Ltd
- ACH Food Companies (AC HUMKO from 1995 to 2000), an American subsidiary of Associated British Foods, previously part of Kraft Foods from 1952 to 1995.
- ACH Food México[12]
- Allied Mills
- British Sugar
- Frontier (50% joint venture with Cargill)
- George Weston Foods
- G Costa: sauces and specialty foods
- Illovo Sugar
- Primark – known as Penneys in the Republic of Ireland
- Westmill Foods
- PGP International, Inc.
- SPI Pharma, Inc.